# Eurasische Entwicklungsbank
Die Eurasische Entwicklungsbank (Eurasian Development Bank – EDB) ist eine internationale Entwicklungsbank, die in die Entwicklung der Volkswirtschaften, den Handel und andere Wirtschaftsbeziehungen sowie die Integration in den eurasischen Ländern investiert.

## Geschichte der EDB
Die EDB wurde im Jahr 2006 gegründet und hat ihren Hauptsitz in Almaty, Kasachstan. Die Bank hat eine Zweigstelle in St. Petersburg und Repräsentanzen in Astana, Bischkek, Duschanbe, Eriwan, Minsk und Moskau.
Die Gründung der Eurasischen Entwicklungsbank am 12. Januar 2006 wurde von den Präsidenten Russlands und Kasachstans initiiert. Sie nahm ihre Tätigkeit im Juni 2006 auf.
Armenien und Tadschikistan traten der EDB 2009 bei, Belarus 2010 und die Kirgisische Republik 2011. Im Januar 2013 erkannte die Organisation für wirtschaftliche Zusammenarbeit und Entwicklung die EDB als multilaterale Finanzinstitution an.

## Mitgliedschaft
Der Bank gehören derzeit 6 Länder an. Weitere Staaten und internationale Organisationen können Mitglieder werden, indem sie dem Übereinkommen zur Errichtung der Bank beitreten.
Auf der Grundlage des eingezahlten Kapitals (Stand: Januar 2023) gehören zu den Hauptaktionären:
- Russland (44,78 %)
- Kasachstan (37,28 %)
- Belarus (5,21 %)
- Tadschikistan (4,25 %)
- Kirgisistan (4,22 %)
- Armenien (4,22 %)